# Toyota Paseo
De Toyota Paseo is een kleine coupé geproduceerd van 1991 tot 2000 door automobielbedrijf Toyota.

## Eerste generatie (1991-1995)
De eerste generatie van de Toyota Paseo is gemaakt van 1991 tot 1996. Het model is gebaseerd op de Toyota Tercel en bevat dezelfde 1500cc vier-in-lijn motor. In Japan werd de Paseo als Toyota Cynos verkocht. In België en Nederland werd het model niet verkocht. In Amerika verkocht Toyota het model met een vermogen van 100 pk bij 6400 rpm en een maximaal koppel van 123Nm bij 3200 rpm. Ten gevolge van strengere emissie-eisen is het vermogen in 1993 verlaagd tot 93 pk. De wagen werd geleverd met een handmatige 5-versnellingsbak of met een automatische 4-versnellingsbak.

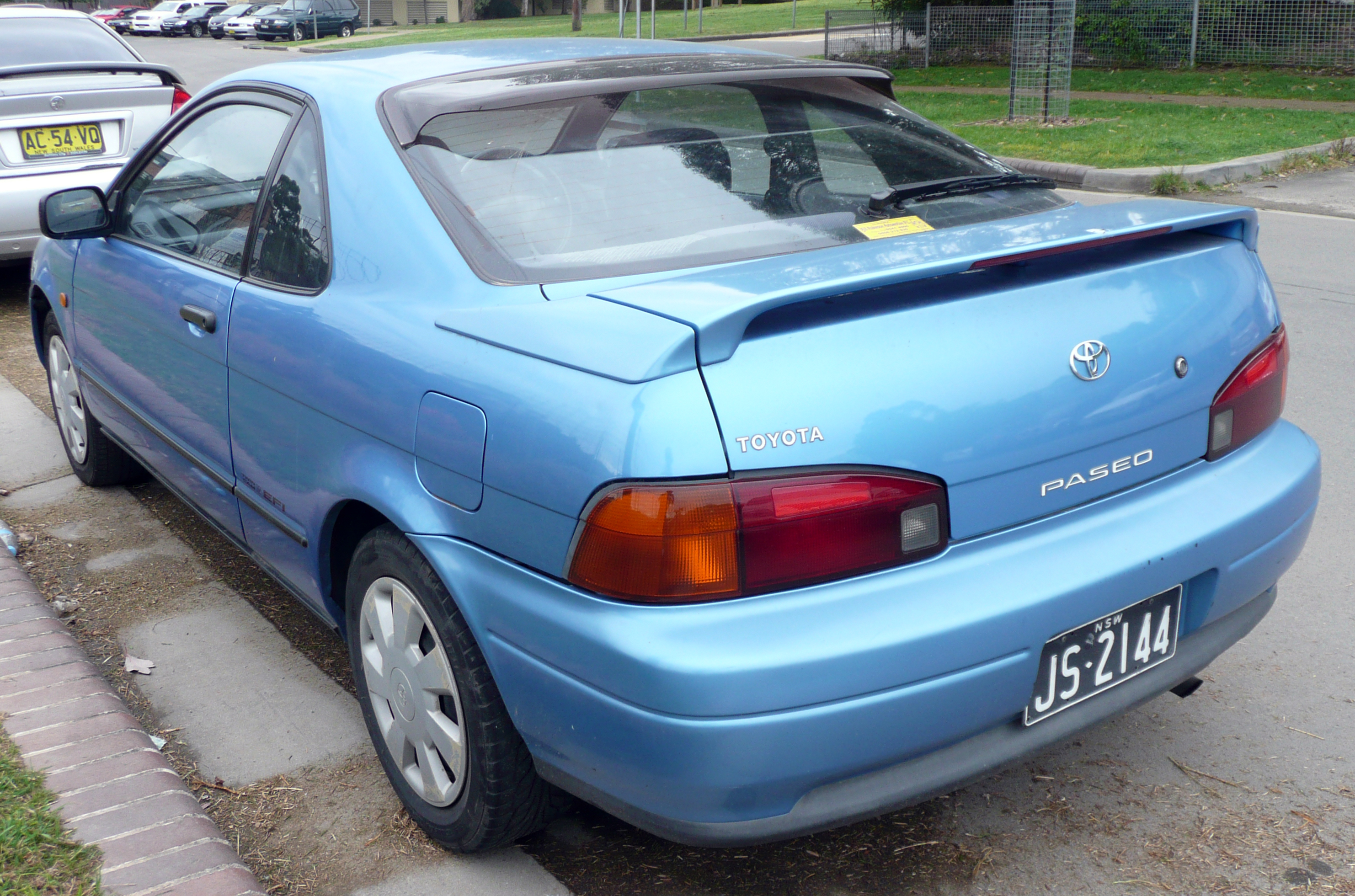
1991–1995 Paseo eerste generatie

## Tweede generatie (1996-1999)
Met de tweede generatie deed de Paseo pas echt zijn intrede in Europa in 1996. De Paseo werd in 1997 in Amerika al uit de verkoop gehaald, in Nederland bleef het model te koop tot 2000. Er werd daarna geen opvolger meer aangeboden.
Vanaf 1997 konden kopers kiezen voor de GT uitvoering van de Paseo: de auto was hiermee uitgerust met centrale deurvergrendeling, elektrische ramen en elektrische spiegels en voorzien van (14 inch) lichtmetalen velgen.

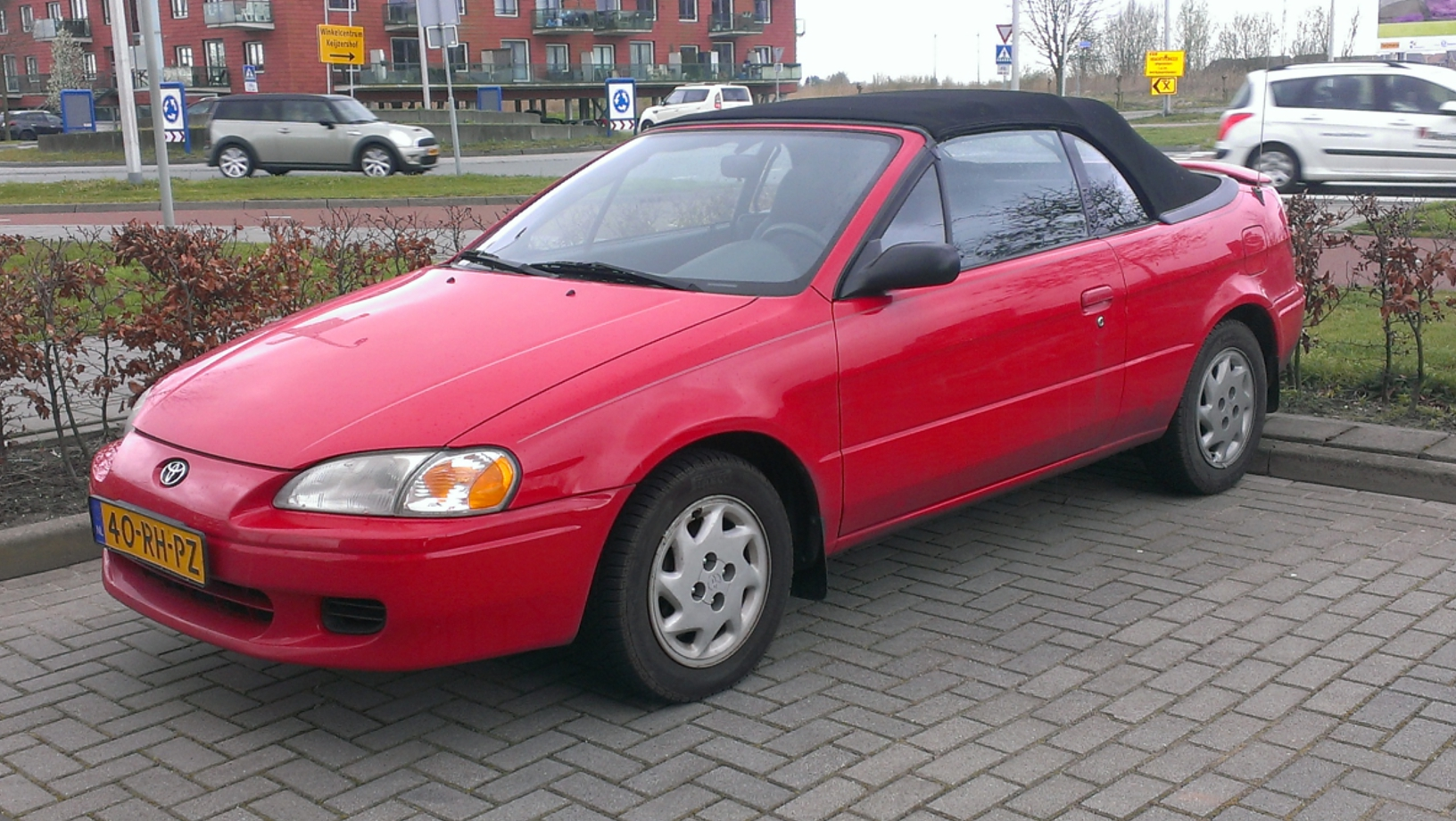
Toyota Paseo cabrio

Veel in dit model komt overeen met de laatste generatie Toyota Starlet en de Toyota Tercel. Er was één motor beschikbaar, de 1.5 liter benzinemotor met code 5E-FE. Naast de coupeversie is er ook een cabrioletversie verkocht.
Personenauto's (leverbaar): Aygo · bZ4X · Camry · Corolla · C-HR · Highlander · Land Cruiser · Mirai · Prius · RAV4 · (GR) Supra · Yaris · Yaris Cross

Bedrijfswagens: Hilux · Proace

Niet meer leverbaar: 1000 · 2000GT · 4Runner · Auris · Avensis · Avensis Verso · Carina · Celica · Corolla Verso · Corona · Cressida · Crown · Dyna · FunCruiser · GT86 · Hiace · iQ · LiteAce · MR2 · Paseo · Picnic · Previa · Starlet · Tercel · Urban Cruiser · Verso · Verso-S · Yaris Verso